# Titularbistum Maximianopolis in Arabia
Das Bistum Maximianopolis in Arabia (italienisch diocesi di Massimianopoli di Arabia, lateinisch Dioecesis Maximianopolitana in Arabia) ist ein Titularbistum der römisch-katholischen Kirche. 
Es geht zurück auf einen früheren Bischofssitz im heutigen Ort Schaqqa, der sich in der römischen Provinz Arabia im heutigen südlichen Syrien befand.
| Titularbischöfe von Maximianopolis in Arabia |                      |                                                     |                    |                  |
| Nr.                                          | Name                 | Amt                                                 | von                | bis              |
| 1                                            | Paolo Carnevali OFM  | Koadjutorvikar von Shansi (China)                   | 27. September 1870 | 15. Mai 1875     |
| 2                                            | Mosé Higuera         | Weihbischof in Santafé en Nueva Granada (Kolumbien) | 7. April 1876      |                  |
| 3                                            | John Hutchinson OSA  | Apostolischer Vikar von Cooktown (Australien)       | 13. Mai 1887       | 28. Oktober 1897 |
| 4                                            | William F. O’Hare SJ | Apostolischer Vikar von Jamaika                     | 2. September 1919  | 11. Oktober 1926 |